# دوايت بي. لا دو
دوايت بي. لا دو (بالإنجليزية: Dwight B. LaDu)‏ هو مهندس مدني أمريكي، ولد في 27 أبريل 1876 في فان بورن في الولايات المتحدة، وتوفي في 17 أغسطس 1954 في ألباني في الولايات المتحدة.